# Ana Luísa de Azevedo Castro
Ana Luísa de Azevedo Castro (São Francisco do Sul, 1823 – Rio de Janeiro, 1869) foi uma escritora e educadora brasileira, considerada a primeira autora de um romance de Santa Catarina.

## Biografia
Ana Luísa de Azevedo Castro foi autora do primeiro romance catarinense, D. Narcisa de Villar, que publicou em 1858 sob o pseudônimo de Indygena do Ypiranga, no jornal A Marmota, em folhetim e, no ano seguinte, em livro. A obra, de temática indianista, não entrou para o cânone literário, visto seu apagamento desde a publicação. Publicou também, no mesmo periódico, diversos poemas e um texto comemorativo do Dia da Independência.
Foi professora e diretora de um colégio feminino no Rio de Janeiro, onde lutou pela educação feminina. Tornou-se membro honorário da Sociedade Ensaios Literários em 1866.
Faleceu, ainda no Rio de Janeiro, em 1869, aos 46 anos. 

## Confusões na história literária
Sacramento Blake, em seu Diccionario Bibliographico Brazileiro, erroneamente fez um verbete sobre Dona Narcisa Villar, classificando-a como a escritora de uma obra chamada Legenda do tempo colonial pela independência do Ypiranga (mistura do subtítulo, Legenda do tempo colonial, da obra de Ana Castro com o pseudônimo da autora). Essa ideia foi perpetuada e a confusão se deu devido ao fato do autor não ter lido o livro D. Narcisa Vilar, o que ele explicita em seu dicionário: “Sinto não poder dar notícias suas, porque só a conheço pelo seu trabalho, que nunca vi”. 
Uma confusão semelhante foi feita por Ignez Sabino em seu livro Mulheres Illustres do Brazil, no qual ela atribui D. Narcisa de Villar a Anna de Lossio e Seilbitz, misturando o nome de duas autoras, Ana Luísa de Azevedo Castro e Bárbara de Lossio e Seilbitz. Essas confusões foram apuradas e descobertas por J. Galante de Sousa em seu artigo “Duas escritoras e um problema de autoria”, o que contribuiu para os estudos e teses de Zahidé Muzart, pesquisadora e editora catarinense, responsável pelo resgate de Ana Castro.

## Obras[6]
- (1858) D. Narcisa De Villar: legenda do tempo colonial. – Folhetim, publicado no jornal “A Marmota”.
- (1859). D. Narcisa De Villar: legenda do tempo colonial. – Livro, publicado pela Typografia de Paula Brito.
- (1860). Contribuições em “A Marmota”.
- (1866). “Discurso”. Publicado em “Revista Mensal da Sociedade Ensaios Literários”.